# Circocephalus microptera
Circocephalus microptera är en insektsart som först beskrevs av Wilhem de Haan 1842.  Circocephalus microptera ingår i släktet Circocephalus och familjen gräshoppor. Inga underarter finns listade i Catalogue of Life.